# Waalse verkiezingen 2004/Kandidatenlijsten/PS
Dit zijn de kandidatenlijsten van de PS voor de Waalse verkiezingen van 2004. De verkozenen staan vetgedrukt.

## Aarlen-Marche-en-Famenne-Bastenaken

### Effectieven
1. Philippe Courard
2. Véronique Biordi-Taddei
3. Martine Sonnet-Notet

### Opvolgers
1. Jacques Gennen
2. Sandra Javaux
3. Sophie Laloux
4. André Perpète

## Bergen

### Effectieven
1. Didier Donfut
2. Freddy Deghilage
3. Joëlle Kapompolé
4. Richard Biefnot
5. Giovanna Corda
6. Carine Crappe

### Opvolgers
1. Marc Barvais
2. Eric Thiébaut
3. Marie-Ange Dumoulin
4. Annie Taulet
5. Joëlle Pourbaix
6. Patrick Piérart

## Charleroi

### Effectieven
1. Jean-Claude Van Cauwenberghe
2. Christian Dupont
3. Ingrid Colicis
4. Nathalie Moulard
5. Michel Filleul
6. Sabine Verhulst
7. Pol Calet
8. Maria Di Donato
9. Fabrice Minsart

### Opvolgers
1. Paul Ficheroulle
2. Roland Marchal
3. Annick Pollart
4. Georges Rovillard
5. Marielle Floriduz
6. Mauricette Careme
7. Nathalie Nikolajev
8. Isabelle Minsier
9. Sébastien Bousman

## Dinant-Philippeville

### Effectieven
1. Maurice Bayenet
2. Guy Milcamps
3. Maryse Declercq-Robert
4. Laurence Plasman

### Opvolgers
1. Jean-Marc Delizée
2. Jean-Claude Maene
3. Yasmina Hayaux-Dupont
4. Michèle Dujardin-Sellier

## Doornik-Aat-Moeskroen

### Effectieven
1. Rudy Demotte
2. Paul-Olivier Delannois
3. Annette Cornelis
4. Marie-Thérèse Garçon
5. Jean-Pierre Denis
6. Daniel Senesael
7. Louise-Marie Seneca

### Opvolgers
1. Pierre Wacquier
2. Gaëtan Vanneste
3. Alicia Vandenabeele
4. Caroline Genbauffe
5. Rita Desenclos-Leclercq
6. Christiane Vienne
7. Christian Massy

## Hoei-Borgworm

### Effectieven
1. Christophe Collignon
2. Robert Meureau
3. Micheline Toussaint-Richardeau
4. Danielle Van Lombeek-Jacobs

### Opvolgers
1. Guy Coëme
2. Claude Parmentier
3. Isabelle Albert
4. Joëlle Poulit

## Luik

### Effectieven
1. José Happart
2. Charles Janssens
3. Isabelle Simonis
4. Patrick Avril
5. Frédéric Daerden
6. Christie Morreale
7. Fatiha Barkaoui
8. Maggy Yerna
9. Alain Onkelinx
10. Bob Basomboli
11. Jenny Levèque-Gérard
12. Nathalie Toro
13. Willy Demeyer

### Opvolgers
1. Frédéric Daerden
2. Alain Onkelinx
3. Linda Musin
4. Jules Jasselette
5. Michel Hofman
6. Catherina Vafidis
7. Mauro Lenzini
8. Annick Radoux-Lognoul
9. Julie Fernandez-Fernandez
10. Valérie Laplanche
11. Barbara Stevens
12. André Gilles
13. Serge Cappa

## Namen

### Effectieven
1. Claude Eerdekens
2. Jean-Charles Luperto
3. Eliane Tillieux
4. Jean-Louis Close
5. Béatrice Valkenborg
6. Pascale Van Temsche

### Opvolgers
1. Nicole Docq
2. Sylvie Marique
3. Vincent Sampaoli
4. Michaël Daffe
5. Flavia Goffinet
6. Frédéric Laloux

## Neufchâteau-Virton

### Effectieven
1. Daniel Ledent
2. Béatrice Burtin-Hutlet

### Opvolgers
1. Sébastian Pirlot
2. Philippe Hérion
3. Jacqueline Bertaux
4. Liliane Felix

## Nijvel

### Effectieven
1. Léon Walry
2. Maurice Dehu
3. Véronique Ghenne
4. Olivier Parvais
5. Annick Loze
6. Sonia Thursch
7. Madeleine Lekenne-Vanneuville
8. Jean-Luc Dalmeiren

### Opvolgers
1. Kim De Wolf
2. Dimitri Legasse
3. Caroline Thomas
4. Gregory Verté
5. Nathalie Verstraeten
6. Hassan Ouaklani
7. Isabelle Evrard
8. André Flahaut

## Thuin

### Effectieven
1. Paul Furlan
2. Françoise Fassiaux-Looten
3. Laurent Devin

### Opvolgers
1. Christian Preaux
2. Josée Incannela
3. Dominique Van De Sype
4. Irene Mathy

## Verviers

### Effectieven
1. Jean-François Istasse
2. Edmund Stoffels
3. Nicole Roumans-Vangeebergen
4. Yvonne Pêtre-Vannerum
5. Nathalie Michaux-Levaux
6. Jean-Marie Reinertz

### Opvolgers
1. Véronique Bonni
2. André Bailly
3. Claude Klenkenberg
4. Emilie Massin
5. Françoise Clesse-Coune
6. André Frédéric

## Zinnik

### Effectieven
1. Willy Taminiaux
2. Marc de Saint Moulin
3. Fabienne Capot
4. Carine Burgeon

### Opvolgers
1. Maurice Bodson
2. Véronique Reignier
3. Claudine Cornet
4. Jean-Louis Cuvelier